# Gonichthys
Gonichthys is een geslacht van straalvinnige vissen uit de familie van lantaarnvissen (Myctophidae). Het geslacht is voor het eerst wetenschappelijk beschreven in 1850 door Gistl.

## Soorten
- Gonichthys barnesi Whitley, 1943
- Gonichthys cocco Cocco, 1829
- Gonichthys tenuiculus Garman, 1899
- Gonichthys venetus Becker, 1964